# Дякон Ярослав Андрійович
Дякон Ярослав Андрійович (Псевдо: «Дмитро», «Мирон» «Семен», «Дон», «9-98» та інші; 2 лютого 1913, с. Дев'ятники, тепер Жидачівський район, Львівська область — 9 листопада 1948, с. Шпильчина, Перемишлянський район, Львівська область) — визначний діяч ОУН, майор СБ, референт СБ Львівської області (1942—1948), в.о. голови СБ ОУН (01.1947-11.1948),Борець  за незалежність України у ХХ сторіччі.
Лицар Срібного Хреста Заслуги (1947).

## Життєпис

Зиновій Тершаковець, Ярослав Дякон, Євген Пришляк. Великдень 02.05.1948 р.

Народився 2 лютого 1913 у селі Дев'ятники (тепер Жидачівського району Львівської області).
Був членом Пласту (курінь «Степові вовки»).
Закінчив 4 класи гімназії, згодом навчався у Львівській учительській семінарії. Протягом 1929–1940 працював сільським учителем у селах Дев'ятники та Юшківці.
Один із організаторів ОУН у Бібрському повіті. З 31 жовтня 1937 до 9 березня 1938 політв'язень польських тюрем.
Член окружного проводу ОУН Львівщини протягом 1938–1941.
Референт Служби Безпеки Львівської області у 1942–1948, згодом у званні майора очолює СБ ОУН після загибелі Миколи Арсенича.
Загинув 19 листопада 1948 у бою з опергрупою МГБ біля села Шпильчина Перемишлянського району Львівської області.
Нагороджений Срібним Хрестом заслуги УПА у 1947 .
Родина
Брат — Василь Дякон, який служив в українській допомоговій поліції, за виступ проти німці був розстріляний навесні 1944 р. Другий брат Михайло Дякон, пішов до УПА і загинув у бою з чекістами в листопаді 1944 р. в лісах біля с. Великі Глібовичі (тепер Перемишлянський район Львівської області). Третій брат — Іван Дякон, навчався у Львівському лісотехнічному інституті, звідси був призваний до радянської армії, служив у м. Кутка в Таджикистані, де був заарештований і пропав. Сестра — Катерина, з матір'ю та своїми трьома дітьми у 1949 р. була вивезена у Красноярський край, де мати невдовзі померла. Таким чином, родина Я. Дякона повторила долю багатьох українських родин членів підпільників ОУН(б), які були репресовані і немало настраждалися від радянського режиму.
Вшанування пам'яті
Після відновлення незалежності України в 1991 р. на місці загибелі Я. Дякона і інших повстанців було насипано символічну могилу із освяченим у 1993 р. хрестом. Згодом там було встановлено пам'ятник.
В лютому 2013 р. громадськість Львівщині відзначила 100-річчя з дня народження Я. Дякона, про що досить широко інформували ЗМІ. Зокрема, 15 лютого у Дев'ятниківській середній школі (цей навчальний заклад носить ім'я Я. Дякона) відбулися урочистості: концерт за участю колективів художньої самодіяльності с. Дев'ятники, школярів та гостей — юнацького ансамблю Гніздичівської загальноосвітньої школи «Солов'ї» та чоловічого квартету «Опілля». У заході взяли участь керівники Жидачівського району, освітяни, представники Благодійного фонду Олега Канівця «Добре серце». Громада поклала квіти до пам'ятника «Борцям за волю України» у с. Дев'ятники. На святі були присутні внук та два правнуки Ярослава Дякона, численна родина.

## Нагороди
- Згідно з Постановою УГВР від 22.11.1947 р. і Наказом Головного військового штабу УПА ч. 3/47 від 5.12.1947 р. референт СБ Проводу ОУН Ярослав Дякон – «Дмитро» нагороджений Срібним хрестом заслуги УПА.

## Вшанування пам'яті
- 20.05.2018 р. від імені Координаційної ради з вшанування пам’яті нагороджених Лицарів ОУН і УПА у м. Жидачів Львівської обл. Срібний хрест заслуги УПА (№ 044) переданий Ярославові Головацькому, правнуку Ярослава Дякона – «Дмитра».